# Гришкове
Гри́шкове — село в Україні, у Коломацькій селищній громаді Богодухівського району Харківської області. Населення становить 72 осіб. До 2017 орган місцевого самоврядування — Різуненківська сільська рада.

## Географія
Село Гришкове розташоване на правому березі річки Коломак, вище за течією примикає село Вдовичине, нижче за течією на відстані 3 км розташоване село Нижні Рівні (Полтавська область), на протилежному березі розташовані села Різуненкове і Крамарівка. Через село протікає пересихаючий струмок з загатою. До села примикає великий лісовий масив (дуб).
Неподалік від села розташований ботанічний заказник «Гришкове».

## Історія
12 червня 2020 року, розпорядженням Кабінету Міністрів України № 725-р «Про визначення адміністративних центрів та затвердження територій територіальних громад Харківської області», увійшло до складу Коломацької селищної громади.
19 липня 2020 року, в результаті адміністративно-територіальної реформи і ліквідації Коломацького району, село увійшло до складу Богодухівського району.